# Église du Sacré-Cœur d'Arlon
Pour les articles homonymes, voir Église du Sacré-Cœur et Sacré-Cœur.
L’église du Sacré-Cœur est un édifice religieux catholique de style néoroman sis à la rue des déportés, à Arlon, en Belgique. Construite à la fin du XIXe siècle comme église du noviciat jésuite qui la jouxtait, elle est devenue église paroissiale à la fin du XXe siècle.  

## Histoire
En 1855, la construction d’une maison pour l’ordre des Jésuites est décidée. Les Jésuites sont le premier ordre religieux à revenir à Arlon depuis la Révolution française. Après Tronchiennes la maison Saint-François-Xavier d'Arlon est le second noviciat de la Compagnie de Jésus ouvert en Belgique. Le noviciat d'Arlon recevra des novices jusqu'en 1967. 
Les Jésuites sont bien reçus par les Arlonais et toute la Province de Luxembourg où visitant les paroisses ils y organisent régulièrement des 'missions'. La construction de l'église commence en septembre 1895. Au XXe siècle le père Théophile Hénusse y fut longtemps le prédicateur principal. L’Ordre apporta beaucoup à la ville également, notamment par la création d’un club de football, la Royale Jeunesse Arlonaise.
L'église a un nef unique et le transept avec la tribune de l'orgue.